# George Beattie
George Beattie (Mont-real, Quebec, 28 de maig de 1877 – ?) va ser un tirador canadenc que va competir durant el primer quart del segle xx. Va participar en tres edicions dels Jocs Olímpics, sempre en proves de fossa olímpica.
Els primers Jocs foren els de Londres de 1908, on guanyà dues medalles de plata, en Fossa olímpica individual i fossa olímpica per equips.
El 1920, als Jocs d'Anvers fou cinquè en fossa olímpica per equips. També disputà la prova individual, però es desconeix la posició exacta en què finalitzà.
El 1924, a París, guanyà una nova medalla de plata en la prova de fossa olímpica per equips, mentre fou sisè en la prova individual.